# Witoogmiersluiper
De witoogmiersluiper (Epinecrophylla leucophthalma; synoniem: Myrmotherula leucophthalma) is een zangvogel uit de familie Thamnophilidae (miervogels).

## Verspreiding en leefgebied
Deze soort komt voor in het zuidelijke Amazonegebied en telt vier ondersoorten:
- E. l. dissita: zuidoostelijk Peru en westelijk Bolivia.
- E. l. leucophthalma: oostelijk Peru, westelijk Brazilië en noordelijk Bolivia.
- E. l. phaeonota: noordelijk-centraal Brazilië bezuiden de Amazonerivier.
- E. l. sordida: noordoostelijk Brazilië bezuiden de Amazonerivier.

## Status
De grootte van de populatie is niet gekwantificeerd maar de soort wordt omschreven als vrij algemeen. Op de Rode lijst van de IUCN heeft deze soort de status niet bedreigd.